# Associazione Sportiva Giana Erminio 2015-2016
Questa voce raccoglie le informazioni riguardanti l'Associazione Sportiva Giana Erminio nelle competizioni ufficiali della stagione 2015-2016.

## Stagione
Dopo aver ottenuto la salvezza in Lega Pro al termine della stagione precedente, la Giana Erminio conferma in panchina l'allenatore Cesare Albè, che giunge così alla ventunesima annata consecutiva alla guida tecnica della squadra di Gorgonzola (record per i campionati professionistici italiani). Resta altresì invariato lo staff tecnico, fatto salvo il ruolo di preparatore dei portieri, ove Augusto Rasori viene sostituito da Matteo Lissoni (proveniente dai quadri tecnici della fallita AC Monza Brianza).
Nella sessione estiva di calciomercato si segnalano le partenze degli attaccanti Giorgio Recino (autore di 71 reti nelle quattro stagioni trascorse in maglia biancazzurra), giudicato non più impiegabile nella nuova formazione, e Daniele Spiranelli (25 goal in tre stagioni con la Giana), che nella stagione 2014-2015 aveva accusato problemi fisici ed avuto incomprensioni con la società che ne avevano minato il rendimento; lascia altresì Gorgonzola il portiere Andrea Ghislanzoni, che di lì a poco abbandona il calcio giocato. Tra gli acquisti spicca il nome di Salvatore Bruno, esperto attaccante classe 1979 proveniente dal Real Vicenza, già autore di 98 reti in numerose stagioni di Serie B. La rosa che aveva concluso la stagione precedente conseguendo la salvezza in Lega Pro viene comunque largamente riconfermata ed integrata con l'inserimento di cinque giocatori provenienti dal settore giovanile della Giana.
Nel pomeriggio del 15 luglio 2015, presso la sala stampa dello stadio comunale Città di Gorgonzola, vengono presentati i nuovi acquisti e la partnership triennale con l'azienda inglese Umbro, che sostituisce la Erreà come fornitore tecnico. Tre giorni dopo, il 18 luglio, sempre nello stadio di casa, la squadra e lo staff tecnico si radunano e vengono presentati ufficialmente al pubblico, per poi iniziare il periodo di preparazione estiva presso il centro sportivo Seven Infinity di Gorgonzola.
Domenica 26 luglio la "nuova" Giana gioca la sua prima amichevole, a Clusone contro l'Atalanta, perdendola per 2-1 (per i bergamaschi vanno a segno Denis al 18' e Maxi Morález al 41', per la Giana Romanini al 53'); la prima vittoria arriva già nella seconda amichevole, con la Giana che prevale sulla Pro Vercelli per 2-1, con goal di Gasbarroni e Capano, mentre per le bianche casacche va a segno Di Roberto.
La squadra esordisce in Coppa Italia Lega Pro battendo in casa il Cuneo e in trasferta l'AlbinoLeffe, qualificandosi in tal modo al primo turno della fase finale, ove la corsa si ferma, a seguito della sconfitta interna contro il Pavia ai primi di novembre, che la estromette dal trofeo.
In campionato la squadra mostra un rendimento altalenante: dopo essersi inizialmente avvicinata alle prime posizioni, si attesta perlopiù a metà classifica (talora lambendo la zona playout). La permanenza in terza serie verrà infine matematicamente conquistata alla 32ª giornata, a seguito della vittoria in trasferta contro il Padova

## Divise e sponsor
Il fornitore tecnico per la stagione 2015-2016 è Umbro, mentre gli sponsor ufficiali sono il Caseificio Bamonte (proprietà del presidente della squadra) e, a partire dal girone di ritorno, anche Cogeser Energia (impresa specializzata nella produzione e distribuzione di gas naturale ed energia elettrica).
La divisa principale presenta un motivo a strisce verticali bianco-azzurre, che proseguono anche sulle maniche, pantaloncini azzurri (o talora bianchi), calzettoni azzurri e scritte nere o blu scure. In taluni casi pantaloncini e calzettoni sono di colore bianco.
La seconda divisa è costituita da un completo (maglia, pantaloncini e calzettoni) rosso, con una fascia nera contenente il simbolo dello sponsor tecnico (ripetuto in sequenza) che attraversa spalle, maniche e i lati dei pantaloncini
La terza divisa è blu notte, con una larga fascia rossa trasversale al di sotto del petto, colletto e profili bianco-rossi, pantaloncini blu notte bordati di rosso, calzettoni e scritte bianche. In taluni casi pantaloncini e calzettoni sono di colore rosso o bianco.
| Divisa casalinga (1) | Divisa casalinga (2) | Divisa da trasferta | Terza divisa (1) | Terza divisa (2) | Terza divisa (3) |

## Organigramma societario
Area direttiva
- Presidente: Oreste Bamonte
- Vicepresidente: Luigi Bamonte
- Consiglieri: Rita Bamonte, Angelo Colombo
- Sindaco Unico: Nicola Papasodero

Area organizzativa
- Team manager: Giorgio Domaneschi
- Responsabile della gestione: Angelo Colombo
- Segretario generale: Pierangelo Manzi
- Responsabile arbitri: Fabio Della Corna
- Delegato alla sicurezza: Paolo Facchetti
- Responsabile gestione stadio: Graziano Giovinazzi

Area comunicazione e marketing
- Rapporti con la tifoseria: Matteo Motta
- Ufficio stampa: Federica Sala, Serena Scandolo
- Fotografo: Sandro Niboli

Area tecnica
- Allenatore: Cesare Albè
- Allenatore in seconda: Raul Bertarelli
- Preparatore atletico: Davide Cochetti
- Preparatore portieri: Matteo Lissoni
- Match analyst: Cristiano Callegaro

Area sanitaria
- Fisioterapista: Luca Fagnani
- Massofisioterapisti: Mauro Bulla, Franco Giombelli
- Responsabile sanitario: Stefano Rossi
- Medici sociali: Davide Mandelli, Maurizio Gallo

Altri
- Magazzinieri: Franco Galletti, Paolo Albé
- Lavanderia: Pinuccia Vicardi Cambié
- Magazziniere e responsabile del campo: Vincenzo Omati

## Rosa
Aggiornata al 31 agosto 2015
| N. |                        | Ruolo | Calciatore               |
| -- | ---------------------- | ----- | ------------------------ |
|    | Italia (bandiera)      | P     | Alberto Paleari          |
|    | Inghilterra (bandiera) | P     | Pablo Sánchez            |
|    | Italia (bandiera)      | D     | Tommaso Augello          |
|    | Italia (bandiera)      | D     | Simone Bonalumi          |
|    | Italia (bandiera)      | D     | Marco Costa              |
|    | Italia (bandiera)      | D     | Andrea Montesano         |
|    | Italia (bandiera)      | D     | Simone Perico            |
|    | Italia (bandiera)      | D     | Tiziano Polenghi         |
|    | Italia (bandiera)      | D     | Matthias Solerio         |
|    | Italia (bandiera)      | D     | Alessandro Sosio         |
|    | Italia (bandiera)      | C     | Marco Biraghi (capitano) |
|    | Italia (bandiera)      | C     | Saulo Brambilla          |
|    | Italia (bandiera)      | C     | Marco Capano             |

| N. |                   | Ruolo | Calciatore            |
| -- | ----------------- | ----- | --------------------- |
|    | Italia (bandiera) | C     | Claudio Grauso        |
|    | Italia (bandiera) | C     | Simone Greselin       |
|    | Italia (bandiera) | C     | Matteo Marotta        |
|    | Italia (bandiera) | C     | Daniele Pinto         |
|    | Italia (bandiera) | C     | Riccardo Rossini      |
|    | Italia (bandiera) | C     | Gianluca Remuzzi      |
|    | Italia (bandiera) | C     | Riccardo Sanzeni      |
|    | Italia (bandiera) | A     | Salvatore Bruno       |
|    | Italia (bandiera) | A     | Pietro Maria Cogliati |
|    | Italia (bandiera) | A     | Andrea Gasbarroni     |
|    | Italia (bandiera) | A     | Fabio Perna           |
|    | Italia (bandiera) | A     | Emanuele Romanini     |

## Calciomercato

### Sessione estiva(dal 1º/7 al 1º/9)
| Arrivi | Arrivi                | Arrivi       | Arrivi     |
| R.     | Nome                  | da           | Modalità   |
| ------ | --------------------- | ------------ | ---------- |
| D      | Marco Costa           | svincolato   | definitivo |
| C      | Claudio Grauso        | Chieri       | definitivo |
| A      | Salvatore Bruno       | Real Vicenza | definitivo |
| A      | Pietro Maria Cogliati | Pavia        | definitivo |

| Partenze | Partenze           | Partenze   | Partenze      |
| R.       | Nome               | a          | Modalità      |
| -------- | ------------------ | ---------- | ------------- |
| P        | Andrea Ghislanzoni | svincolato | definitivo    |
| C        | Nicolò Crotti      | Lecco      | definitivo    |
| C        | Luca Di Lauri      | svincolato | definitivo    |
| A        | Giorgio Recino     | svincolato | definitivo    |
| A        | Davide Sinigaglia  | Reggiana   | fine prestito |
| A        | Daniele Spiranelli | svincolato | definitivo    |

## Risultati

### Lega Pro

#### Girone di andata
| Arbitro: | Piscopo (Imperia) |

|                               |           |                  |
| Perico 73’ Bruno 90+2’ (rig.) | Marcatori | 53’ Cruz Pereira |

| Arbitro: | Volpi (Arezzo) |

|            |           |           |
| Ekuban 34’ | Marcatori | 87’ Perna |

| Arbitro: | Pasciuta (Agrigento) |

|            |           |  |
| Rossini 1’ | Marcatori |  |

| Reggio nell'Emilia 28 settembre 2015, ore 20:30 CEST 4ª giornata | Reggiana          | 0 – 0 referto | Giana Erminio | Mapei Stadium - Città del Tricolore (4 881 spett.)\| Arbitro: \| Amabile (Vicenza) \| |
| Arbitro:                                                         | Amabile (Vicenza) |               |               |                                                                                       |

| Arbitro: | Zanonato (Vicenza) |

|             |           |                         |
| Bruno 90+5’ | Marcatori | 51’ Rantier 89’ Ruffini |

| Arbitro: | Bichisecchi (Livorno) |

|                          |           |                                   |
| Rossini 26’ Romanini 85’ | Marcatori | 37’ Iocolano 89’ (rig.) Germinale |

| Arbitro: | Chindemi (Viterbo) |

|               |           |  |
| Schenetti 31’ | Marcatori |  |

| Arbitro: | Giua (Pisa) |

|              |           |                  |
| Ferretti 62’ | Marcatori | 90’ (rig.) Bruno |

| Arbitro: | De Remigis (Teramo) |

|                    |           |                               |
| Di Santantonio 49’ | Marcatori | 2’ (rig.) Bruno 45+1’ Solerio |

| Arbitro: | Forneau (Roma 1) |

|             |           |                     |
| Augello 49’ | Marcatori | 7’ Bertoni 48’ Tait |

| Arbitro: | Sprezzola (Mestre) |

|  |           |                |
|  | Marcatori | 16’, 90’ Bruno |

| Gorgonzola 22 novembre 2015, ore 15:00 CET 12ª giornata | Giana Erminio       | 0 – 0 referto | Pro Patria | Stadio comunale Città di Gorgonzola (1 171 spett.)\| Arbitro: \| Vesprini (Macerata) \| |
| Arbitro:                                                | Vesprini (Macerata) |               |            |                                                                                         |

| Arbitro: | Pillitteri (Palermo) |

|             |           |  |
| Bocalon 53’ | Marcatori |  |

| Arbitro: | Giovani (Grosseto) |

|                  |           |           |
| A. Brighenti 90’ | Marcatori | 66’ Pinto |

| Arbitro: | Meleleo (Casarano) |

|           |           |                               |
| Bruno 76’ | Marcatori | 28’ Altinier 47’ Neto Pereira |

| Arbitro: | Balice (Termoli) |

|  |           |                       |
|  | Marcatori | 2’ Marotta 19’ Perico |

| Arbitro: | Proietti (Terni) |

|           |           |                              |
| Perna 90’ | Marcatori | 12’ Filippini 28’ Mandorlini |

#### Girone di ritorno
| Arbitro: | Pietropaolo (Modena) |

|  |           |           |
|  | Marcatori | 53’ Perna |

| Arbitro: | Boggi (Salerno) |

|                       |           |                     |
| Gasbarroni 29’ (rig.) | Marcatori | 6’ Florian 75’ Teso |

| Arbitro: | Pagliardini (Arezzo) |

|                     |           |                         |
| Chinellato 65’, 85’ | Marcatori | 43’ Perico 77’ Cogliati |

| Arbitro: | Baroni (Firenze) |

|              |           |           |
| Cogliati 14’ | Marcatori | 70’ Spanò |

| Arbitro: | Di Gioia (Nola) |

|          |           |             |
| Bini 28’ | Marcatori | 4’ Cogliati |

| Arbitro: | Piccinini (Forlì) |

|                          |           |  |
| Cenetti 37’ Misuraca 66’ | Marcatori |  |

| Arbitro: | Vesprini (Macerata) |

|  |           |               |
|  | Marcatori | 77’ Schenetti |

| Arbitro: | Cipriani (Empoli) |

|                         |           |  |
| Foglio 37’ Cesarini 39’ | Marcatori |  |

| Gorgonzola 12 marzo 2016, ore 20:30 CET 26ª giornata | Giana Erminio           | 0 – 0 referto | Mantova | Stadio comunale Città di Gorgonzola (940 spett.)\| Arbitro: \| Mastrodonato (Molfetta) \| |
| Arbitro:                                             | Mastrodonato (Molfetta) |               |         |                                                                                           |

| Arbitro: | Guida (Salerno) |

|  |           |              |
|  | Marcatori | 50’ Bonalumi |

| Gorgonzola 23 marzo 2016, ore 15:00 CET 28ª giornata | Giana Erminio    | 0 – 0 referto | AlbinoLeffe | Stadio comunale Città di Gorgonzola (943 spett.)\| Arbitro: \| De Tullio (Bari) \| |
| Arbitro:                                             | De Tullio (Bari) |               |             |                                                                                    |

| Arbitro: | Di Gioia (Nola) |

|  |           |                         |
|  | Marcatori | 59’ Cogliati 83’ Perico |

| Arbitro: | Morreale (Roma) |

|  |           |                                              |
|  | Marcatori | 33’ (rig.) Bocalon 63’ Sperotto 77’ Iocolano |

| Arbitro: | Nicoletti (Catanzaro) |

|                      |           |               |
| Perico 29’ Bruno 68’ | Marcatori | 51’ Brighenti |

| Arbitro: | Sassoli (Arezzo) |

|  |           |                            |
|  | Marcatori | 32’ Marotta 76’ Gasbarroni |

| Arbitro: | Guarino (Caltanissetta) |

|           |           |                |
| Bruno 22’ | Marcatori | 17’ Ranellucci |

| Arbitro: | Strippoli (Bari) |

|                                             |           |                  |
| Beltrame 16’ (rig.), 47’ (rig.) Valente 80’ | Marcatori | 12’ (rig.) Bruno |

### Coppa Italia Lega Pro

#### Fase a gironi
| Squadra       | P.ti | G | V | N | P | GF | GS | DR |
| ------------- | ---- | - | - | - | - | -- | -- | -- |
| Giana Erminio | 6    | 2 | 2 | 0 | 0 | 6  | 0  | +6 |
| Cuneo         | 3    | 2 | 1 | 0 | 1 | 2  | 2  | 0  |
| AlbinoLeffe   | 0    | 2 | 0 | 0 | 2 | 0  | 6  | -6 |

| Arbitro: | Miele (Torino) |

|                            |           |  |
| M. Biraghi 11’ Marotta 79’ | Marcatori |  |

| Arbitro: | Meleleo (Casarano) |

|  |           |                            |
|  | Marcatori | 14’ (30) Bruno 69’ Rossini |

#### Fase finale
| Arbitro: | Maggioni (Lecco) |

|               |           |                         |
| Montesano 12’ | Marcatori | 21’ Grbac 82’ Anastasia |

## Statistiche

### Statistiche di squadra
| Competizione          | Punti | In casa | In casa | In casa | In casa | In casa | In casa | In trasferta | In trasferta | In trasferta | In trasferta | In trasferta | In trasferta | Totale | Totale | Totale | Totale | Totale | Totale | DR |
| Competizione          | Punti | G       | V       | N       | P       | Gf      | Gs      | G            | V            | N            | P            | Gf           | Gs           | G      | V      | N      | P      | Gf     | Gs     | DR |
| --------------------- | ----- | ------- | ------- | ------- | ------- | ------- | ------- | ------------ | ------------ | ------------ | ------------ | ------------ | ------------ | ------ | ------ | ------ | ------ | ------ | ------ | -- |
| Lega Pro              | 42    | 17      | 3       | 7       | 7       | 15      | 21      | 17           | 7            | 5            | 5            | 18           | 15           | 34     | 10     | 12     | 12     | 33     | 36     | -3 |
| Coppa Italia Lega Pro | -     | 2       | 1       | 0       | 1       | 3       | 2       | 1            | 1            | 0            | 0            | 4            | 0            | 3      | 2      | 0      | 1      | 7      | 2      | +5 |
| Totale                | -     | 19      | 4       | 7       | 8       | 18      | 23      | 18           | 8            | 5            | 5            | 22           | 15           | 37     | 12     | 12     | 13     | 40     | 38     | +2 |

### Andamento in campionato
| Giornata  | 1 | 2 | 3 | 4 | 5 | 6 | 7  | 8  | 9 | 10 | 11 | 12 | 13 | 14 | 15 | 16 | 17 | 18 | 19 | 20 | 21 | 22 | 23 | 24 | 25 | 26 | 27 | 28 | 29 | 30 | 31 | 32 | 33 | 34 |
| --------- | - | - | - | - | - | - | -- | -- | - | -- | -- | -- | -- | -- | -- | -- | -- | -- | -- | -- | -- | -- | -- | -- | -- | -- | -- | -- | -- | -- | -- | -- | -- | -- |
| Luogo     | C | T | C | T | C | C | T  | C  | T | C  | T  | C  | T  | T  | C  | T  | C  | T  | C  | T  | C  | T  | T  | C  | T  | C  | T  | C  | T  | C  | C  | T  | C  | T  |
| Risultato | V | N | V | N | P | N | P  | N  | V | P  | V  | N  | P  | N  | P  | V  | P  | V  | P  | N  | N  | N  | P  | P  | P  | N  | V  | N  | V  | P  | V  | V  | N  | P  |
| Posizione | 3 | 5 | 3 | 4 | 8 | 9 | 10 | 12 | 8 | 11 | 9  | 10 | 11 | 11 | 13 | 12 | 13 | 9  | 11 | 11 | 11 | 11 | 11 | 12 | 12 | 12 | 11 | 11 | 11 | 11 | 11 | 11 | 11 | 12 |

Legenda:

Luogo: C = Casa; T = Trasferta. Risultato: V = Vittoria; N = Pareggio; P = Sconfitta.

### Statistiche dei giocatori
Sono in corsivo i calciatori che hanno lasciato la società durante la stagione.
| Giocatore      | Lega Pro | Lega Pro | Lega Pro    | Lega Pro   | Coppa Italia Lega Pro | Coppa Italia Lega Pro | Coppa Italia Lega Pro | Coppa Italia Lega Pro | Totale   | Totale | Totale      | Totale     |
| Giocatore      | Presenze | Reti     | Ammonizioni | Espulsioni | Presenze              | Reti                  | Ammonizioni           | Espulsioni            | Presenze | Reti   | Ammonizioni | Espulsioni |
| -------------- | -------- | -------- | ----------- | ---------- | --------------------- | --------------------- | --------------------- | --------------------- | -------- | ------ | ----------- | ---------- |
| T. Augello     | 12       | 1        | 0           | 0          | 3                     | 0                     | 0                     | 0                     | 15       | 1      | 0           | 0          |
| M. Biraghi     | 13       | 0        | 6           | 1          | 1                     | 1                     | 0                     | 0                     | 14       | 1      | 6           | 1          |
| S. Bonalumi    | 11       | 1        | 4           | 0          | 1                     | 0                     | 0                     | 0                     | 12       | 1      | 4           | 0          |
| S. Brambilla   | 0        | 0        | 0           | 0          | 2                     | 0                     | 0                     | 0                     | 2        | 0      | 0           | 0          |
| S. Bruno       | 12       | 6        | 0           | 0          | 2                     | 3                     | 0                     | 0                     | 14       | 9      | 0           | 0          |
| M. Capano      | 2        | 0        | 0           | 0          | 1                     | 0                     | 0                     | 0                     | 3        | 0      | 0           | 0          |
| P. M. Cogliati | 8        | 0        | 0           | 0          | 3                     | 0                     | 0                     | 0                     | 11       | 0      | 0           | 0          |
| M. Costa       | 0        | 0        | 0           | 0          | 1                     | 0                     | 0                     | 0                     | 1        | 0      | 0           | 0          |
| A. Gasbarroni  | 11       | 0        | 1           | 0          | 1                     | 0                     | 0                     | 0                     | 12       | 0      | 1           | 0          |
| C. Grauso      | 6        | 0        | 3           | 1          | 1                     | 0                     | 1                     | 0                     | 7        | 0      | 4           | 1          |
| S. Greselin    | 1        | 0        | 0           | 0          | 1                     | 0                     | 0                     | 0                     | 2        | 0      | 0           | 0          |
| M. Marotta     | 11       | 0        | 0           | 0          | 1                     | 1                     | 0                     | 0                     | 12       | 1      | 0           | 0          |
| A. Montesano   | 12       | 0        | 5           | 0          | 3                     | 1                     | 1                     | 0                     | 15       | 1      | 6           | 0          |
| A. A. Paleari  | 7        | -6       | 0           | 0          | 1                     | 0                     | 0                     | 0                     | 8        | -6     | 0           | 0          |
| S. Perico      | 13       | 1        | 2           | 0          | 1                     | 0                     | 0                     | 0                     | 14       | 1      | 2           | 0          |
| F. Perna       | 11       | 2        | 1           | 0          | 3                     | 0                     | 0                     | 0                     | 14       | 2      | 1           | 0          |
| D. Pinto       | 11       | 0        | 5           | 0          | 1                     | 0                     | 1                     | 0                     | 12       | 0      | 6           | 0          |
| T. Polenghi    | 7        | 0        | 5           | 0          | 2                     | 0                     | 0                     | 0                     | 9        | 0      | 5           | 0          |
| E. Romanini    | 5        | 1        | 0           | 0          | 2                     | 0                     | 0                     | 0                     | 7        | 1      | 0           | 0          |
| R. Rossini     | 14       | 2        | 0           | 0          | 3                     | 1                     | 0                     | 0                     | 17       | 3      | 0           | 0          |
| N. P. Sanchez  | 7        | -7       | 0           | 0          | 2                     | -2                    | 0                     | 0                     | 9        | -9     | 0           | 0          |
| R. Sanzeni     | 6        | 0        | 2           | 0          | 2                     | 0                     | 0                     | 0                     | 8        | 0      | 2           | 0          |
| M. Solerio     | 12       | 1        | 0           | 0          | 2                     | 0                     | 0                     | 0                     | 14       | 1      | 0           | 0          |
| A. Sosio       | 1        | 0        | 0           | 0          | 2                     | 0                     | 0                     | 0                     | 3        | 0      | 0           | 0          |

## Giovanili

### Organigramma societario
Di seguito l'organigramma e lo staff delle squadre giovanili della Giana Erminio:
Area direttiva
- Responsabile settore giovanile: Enrico Albé

Staff tecnico squadra Berretti
- Allenatore: Eugenio Sartirana
- Allenatore in seconda: Luca Corti
- Preparatore atletico: Niccolò Legnani
- Dirigente accompagnatore: Mauro Fumagalli
- Addetto all'arbitro: Carlo Consonni
- Medico: Maurizio Gallo
- Massaggiatori: Franco Giombelli, Ezio Ursillo
- Osteopata: Matteo Montefiori

Staff tecnico squadra Under 17 Divisione unica Lega Pro
- Allenatore: Vitaliano Bassani
- Allenatore in seconda: Andrea Bertolotti
- Preparatori dei portieri: Michael Maccali, Mauro Mantegazza
- Dirigente accompagnatore: Marco Pezzolati
- Massaggiatore: Franco Giombelli

Staff tecnico squadra Under 15 Nazionali
- Allenatore: Omar Barzaghi
- Allenatore in seconda: Paolo Fumagalli
- Preparatori dei portieri: Michael Maccali, Mauro Mantegazza
- Dirigente accompagnatore: Giorgio Morale
- Dirigente: Gianmario Nava
- Massaggiatore: Paolo Contotto

### Attività di base
Per la stagione 2015-2016 le attività di base sono organizzate in collaborazione con la società A.S.D. Tritium Calcio 1908 di Trezzo sull'Adda, con il seguente staff tecnico:
Organigramma
- Responsabile settore giovanile: Nicola Bassani
- Responsabile tecnico agonistica e attività di base: Roberto Ricella

Staff tecnico squadra Esordienti
- Preparatore coordinativo: Manuel Penati
- Responsabile organizzativo 2003: Alessandro Vaglietti
- Allenatore squadra azzurra 2003: Giuseppe Zonca
- Allenatore squadra bianca 2003: Simone Santimone
- Responsabile organizzativo 2004: Roberto Bassani
- Allenatore squadra azzurra 2004: Danilo Bertoni
- Allenatore squadra bianca 2004: Paolo Cremonesi
- Preparatore dei portieri: Augusto Rasori

Staff tecnico squadra Pulcini
- Preparatore coordinativo: Stefano Brambilla
- Responsabile organizzativo 2005: Roberto Bassani
- Allenatore squadra azzurra 2005: Valerio Colace
- Allenatore squadra bianca 2005: Luca Schifano
- Responsabile organizzativo 2006-2007: Arianna Arcidiacono
- Allenatore squadra azzurra 2006: Christian Mauri
- Allenatore squadra bianca 2006: Matteo Parma
- Allenatore squadra azzurra 2007: Dario Formento
- Allenatori squadra bianca 2007: Stefano Brambilla, Manuel Penati
- Preparatore dei portieri: Augusto Rasori

Scuola calcio
- Responsabile: Paolo Pulici
- Preparatore dei portieri: Enzo Magni

Altri
- Responsabili magazzino: Gerardo Brambilla, Daniela Sordi